# KTV NEWS Pick Up
『KTV NEWS Pick Up』（ケイティーブイ ニュースピックアップ）は、2014年4月1日から2015年3月29日まで関西テレビ（KTV）で放送されていたスポットニュースである。番組表上では「KTV NEWS Pick Up・天気予報」と表記されていた。

## 概要
放送時間は原則として毎日 20:54 - 21:00 （日本標準時）。同じ時間帯に放送されていた『KTVニュースフラッシュ』のリニューアル版であり、フジテレビ発の『FNNレインボー発』が2014年春の改編で『FNN NEWS Pick Up』へリニューアルするのに合わせて改題された。
番組は『FNN NEWS Pick Up』を同時ネットした後、スポットCMを挿んで近畿地方の天気予報を伝えていた。ただし、近畿地方で大きな事件・事故などが起きた場合には、ニュースパートをKTV報道フロアからのローカルニュースに差し替えることがあった。ちなみに、初回にもローカルニュース差し替えを行っていた。
『FNN NEWS Pick Up』が2015年3月30日に『こんやのニュース』へリニューアルし、関西テレビ自身も同日に局愛称を「カンテレ」へ改めるのに伴い、番組は同年3月29日に同タイトルでの放送を終了。その翌日からは『カンテレこんやのニュース』と題して放送されている。